# EMBRACE (телескоп)
EMBRACE (англ. Electronic MultiBeam Radio Astronomy ConcEpt, «електронна багатопроменева радіоастрономічна концепція») — прототип радіотелескопа для другої фази проєкту Square Kilometer Array. Це перша щільна фазована антенна решітка для радіоастрономії в гігагерцевому діапазоні частот (спочатку планувалося охопити середньочастотну смугу Square Kilometer Array, 0,5-1,5 ГГц). Він складається з двох ділянок: одна на станції радіотелескопа Нансе у Франції, а інша – біля антен радіотелескопа Вестерборк в Нідерландах.